# Clark (New Jersey)
Pour les articles homonymes, voir Clark.
Clark est un township situé dans l'État américain du New Jersey.